# Mid Sussex (circonscription du Parlement britannique)
Circonscription parlementaire de la Chambre des communes
La circonscription de Mid Sussex est une circonscription parlementaire britannique située dans le West Sussex.
Cette circonscription a été créée en 1974, à partir des circonscriptions de Lewes et d'East Grinstead. Depuis 2019, elle est représentée à la Chambre des communes du Parlement britannique par Mims Davies, du Parti conservateur.

## Members of Parliament
| Élection | Élection | Membre              | Membre       | Parti        |
| -------- | -------- | ------------------- | ------------ | ------------ |
|          | Fev 1974 | Tim Renton          |              | Conservateur |
|          | 1997     | Sir Nicholas Soames |              | Conservateur |
|          | 2019     | Sir Nicholas Soames | Indépendant  |              |
|          | 2019     | Sir Nicholas Soames | Conservateur |              |
|          | 2019     | Mims Davies         |              | Conservateur |

## Élections

### Élections dans les années 2010
| Parti         | Parti                | Candidat              | Voix   | %    | ±      |
| ------------- | -------------------- | --------------------- | ------ | ---- | ------ |
|               | Conservateur         | Mims Davies           | 33,455 | 53,3 | 3.6    |
|               | Libéral Démocrate    | Robert Eggleston      | 15,258 | 24,3 | 11.6   |
|               | Travailliste         | Gemma Bolton          | 11,218 | 17,9 | 7.1    |
|               | Green                | Deanna Nicholson      | 2,234  | 3,6  | 1.0    |
|               | Monster Raving Loony | Baron Von Thunderclap | 550    | 0,9  | 0.1    |
|               | Advance              | Brett Mortensen       | 47     | 0,1  | Stable |
| Majorité      | Majorité             | Majorité              | 18,197 | 29,0 | 2.9    |
| Participation | Participation        | Participation         | 62,762 | 73,7 | 0.9    |
|               | Conservateur retenir | Conservateur retenir  | Swing  | 7.6  |        |

- Davies avait été un Membre du Parlement pour Eastleigh from 2015  jusqu'au déclenchement des élections de 2019.

| Parti         | Parti                | Candidat              | Voix   | %    | ±    |
| ------------- | -------------------- | --------------------- | ------ | ---- | ---- |
|               | Conservateur         | Nicholas Soames       | 35,082 | 56,9 | 0.8  |
|               | Travailliste         | Greg Mountain         | 15,409 | 25,0 | 11.1 |
|               | Libéral Démocrate    | Sarah Osborne         | 7,855  | 12,7 | 1.3  |
|               | Green                | Chris Jerrey          | 1,571  | 2,5  | 1.7  |
|               | UKIP                 | Toby Brothers         | 1,251  | 2,0  | 10.0 |
|               | Monster Raving Loony | Baron Von Thunderclap | 464    | 0,8  | 0.2  |
| Majorité      | Majorité             | Majorité              | 19,673 | 31,9 | 10.3 |
| Participation | Participation        | Participation         | 61,632 | 72,8 | 0.5  |
|               | Conservateur retenir | Conservateur retenir  | Swing  | 5.15 |      |

| Parti         | Parti                | Candidat              | Voix   | %    | ±    |
| ------------- | -------------------- | --------------------- | ------ | ---- | ---- |
|               | Conservateur         | Nicholas Soames       | 32,268 | 56,1 | 5.4  |
|               | Travailliste         | Greg Mountain         | 7,982  | 13,9 | 7.3  |
|               | UKIP                 | Toby Brothers         | 6,898  | 12,0 | 9.5  |
|               | Libéral Démocrate    | Daisy Cooper          | 6,604  | 11,5 | 26.0 |
|               | Green                | Miranda Diboll        | 2,453  | 4,3  | 3.1  |
|               | Indépendant          | Beki Adam             | 958    | 1,7  | N/A  |
|               | Monster Raving Loony | Baron Von Thunderclap | 329    | 0,6  | 0.1  |
| Majorité      | Majorité             | Majorité              | 24,286 | 42,2 |      |
| Participation | Participation        | Participation         | 57,492 | 72,3 |      |
|               | Conservateur retenir | Conservateur retenir  | Swing  | 0.95 |      |

| Parti         | Parti                | Candidat              | Voix   | %    | ±     |
| ------------- | -------------------- | --------------------- | ------ | ---- | ----- |
|               | Conservateur         | Nicholas Soames       | 28,329 | 50,7 | +2.5  |
|               | Libéral Démocrate    | Serena Tierney        | 20,927 | 37,5 | +1.8  |
|               | Travailliste         | David Boot            | 3,689  | 6,6  | –6.2  |
|               | UKIP                 | Marc Montgomery       | 1,423  | 2,5  | –0.7  |
|               | Green                | Paul Brown            | 645    | 1,2  | +1.2  |
|               | BNP                  | Stuart Minihane       | 583    | 1,0  | +1.0  |
|               | Monster Raving Loony | Baron von Thunderclap | 259    | 0,5  | +0.5  |
| Majorité      | Majorité             | Majorité              | 7,402  | 13,3 |       |
| Participation | Participation        | Participation         | 55,855 | 72,4 | +0.35 |
|               | Conservateur retenir | Conservateur retenir  | Swing  | +1.3 |       |

### Élections dans les années 2000
| Parti         | Parti                | Candidat             | Voix   | %    | ±    |
| ------------- | -------------------- | -------------------- | ------ | ---- | ---- |
|               | Conservateur         | Nicholas Soames      | 23,765 | 48,0 | +1.8 |
|               | Libéral Démocrate    | Serena Tierney       | 17,875 | 36,1 | +5.0 |
|               | Travailliste         | Robert Fromant       | 6,280  | 12,7 | −6.3 |
|               | UKIP                 | Harold Piggott       | 1,574  | 3,2  | +0.7 |
| Majorité      | Majorité             | Majorité             | 5,890  | 11,9 |      |
| Participation | Participation        | Participation        | 49,494 | 68,6 | 3.7  |
|               | Conservateur retenir | Conservateur retenir | Swing  | −1.6 |      |

| Parti         | Parti                | Candidat                    | Voix   | %    | ±     |
| ------------- | -------------------- | --------------------------- | ------ | ---- | ----- |
|               | Conservateur         | Nicholas Soames             | 21,150 | 46,2 | +2.7  |
|               | Libéral Démocrate    | Lesley Wilkins              | 14,252 | 31,1 | +0.5  |
|               | Travailliste         | Paul Mitchell               | 8,693  | 19,0 | +0.3  |
|               | UKIP                 | Petrina Holdsworth          | 1,126  | 2,5  | +1.3  |
|               | Monster Raving Loony | Baron Von Thunderclap Berry | 601    | 1,3  | N/A   |
| Majorité      | Majorité             | Majorité                    | 6,898  | 15,1 |       |
| Participation | Participation        | Participation               | 45,822 | 64,9 | −12.7 |
|               | Conservateur retenir | Conservateur retenir        | Swing  |      |       |

### Élections dans les années 1990
| Parti         | Parti                                 | Candidat             | Voix   | %    | ±     |
| ------------- | ------------------------------------- | -------------------- | ------ | ---- | ----- |
|               | Conservateur                          | Nicholas Soames      | 23,231 | 43,5 | −15.5 |
|               | Libéral Démocrate                     | Margaret Collins     | 16,377 | 30,6 | +2.4  |
|               | Travailliste                          | Mervyn Hamilton      | 9,969  | 18,6 | +8.0  |
|               | Référendum                            | Tam Large            | 3,146  | 5,9  | N/A   |
|               | UKIP                                  | J.V. Barnett         | 606    | 1,1  | N/A   |
|               | Justice and Renewal Independent Party | Ernest Tudway        | 134    | 0,3  | N/A   |
| Majorité      | Majorité                              | Majorité             | 6,854  | 12,8 |       |
| Participation | Participation                         | Participation        | 53,463 | 77,6 |       |
|               | Conservateur retenir                  | Conservateur retenir | Swing  |      |       |

This constituency underwent boundary changes between the 1992 and 1997 general elections and thus change in share of vote is based on a notional calculation.
| Parti         | Parti                | Candidat             | Voix   | %    | ±    |
| ------------- | -------------------- | -------------------- | ------ | ---- | ---- |
|               | Conservateur         | Tim Renton           | 39,524 | 59,0 | −2.1 |
|               | Libéral Démocrate    | Margaret Collins     | 18,996 | 28,4 | −3.1 |
|               | Travailliste         | L C Gregory          | 6,951  | 10,4 | +3.0 |
|               | Green                | H G Stevens          | 772    | 1,1  | N/A  |
|               | Monster Raving Loony | P B Berry            | 392    | 0,6  | N/A  |
|               | Indépendant          | P D Hodkin           | 246    | 0,4  | N/A  |
|               | Natural Law          | A M A Hankey         | 89     | 0,1  | N/A  |
| Majorité      | Majorité             | Majorité             | 20,528 | 30,6 | +1.0 |
| Participation | Participation        | Participation        | 66,970 | 82,9 |      |
|               | Conservateur retenir | Conservateur retenir | Swing  | +5.7 |      |

### Élections dans les années 1980
| Parti         | Parti                | Candidat             | Voix   | %    | ±    |
| ------------- | -------------------- | -------------------- | ------ | ---- | ---- |
|               | Conservateur         | Tim Renton           | 37,781 | 61,1 | −0.3 |
|               | Liberal              | Nicholas Westbrook   | 19,489 | 31,5 | −0.8 |
|               | Travailliste         | Robert Hughes        | 4,573  | 7,4  | +1.4 |
| Majorité      | Majorité             | Majorité             | 18,292 | 29,6 |      |
| Participation | Participation        | Participation        | 61,843 | 77,2 | +2.5 |
|               | Conservateur retenir | Conservateur retenir | Swing  |      |      |

| Parti         | Parti                | Candidat             | Voix   | %    | ± |
| ------------- | -------------------- | -------------------- | ------ | ---- | - |
|               | Conservateur         | Tim Renton           | 35,310 | 61,4 |   |
|               | Liberal              | J M Campbell         | 18,566 | 32,3 |   |
|               | Travailliste         | P A Hawkes           | 3,470  | 6,0  |   |
|               | Indépendant          | J Bray               | 196    | 0,3  |   |
| Majorité      | Majorité             | Majorité             | 16,744 | 29,1 |   |
| Participation | Participation        | Participation        | 57,542 | 74,7 |   |
|               | Conservateur retenir | Conservateur retenir | Swing  |      |   |

- Cette circonscription a subi des changements de limites entre les élections générales de 1979 et 1983 et le calcul de la variation des voix n'est donc pas possible.

### Élections dans les années 1970
| Parti         | Parti                    | Candidat             | Voix   | %    | ± |
| ------------- | ------------------------ | -------------------- | ------ | ---- | - |
|               | Conservateur             | Tim Renton           | 32,548 | 61,2 |   |
|               | Liberal                  | J M Campbell         | 11,705 | 22,0 |   |
|               | Travailliste             | Des Turner           | 8,260  | 15,5 |   |
|               | Conservateur indépendant | S M H Haslett        | 697    | 1,3  |   |
| Majorité      | Majorité                 | Majorité             | 20,843 | 39,2 |   |
| Participation | Participation            | Participation        | 53,210 | 78,0 |   |
|               | Conservateur retenir     | Conservateur retenir | Swing  |      |   |

| Parti         | Parti                | Candidat             | Voix   | %    | ± |
| ------------- | -------------------- | -------------------- | ------ | ---- | - |
|               | Conservateur         | Tim Renton           | 25,126 | 53,9 |   |
|               | Liberal              | Bob Symes            | 13,129 | 28,1 |   |
|               | Travailliste         | M R Fraser           | 8,404  | 18,0 |   |
| Majorité      | Majorité             | Majorité             | 11,997 | 25,7 |   |
| Participation | Participation        | Participation        | 46,659 | 76,4 |   |
|               | Conservateur retenir | Conservateur retenir | Swing  |      |   |

| Parti         | Parti                                  | Candidat      | Voix   | %    | ± |
| ------------- | -------------------------------------- | ------------- | ------ | ---- | - |
|               | Conservateur                           | Tim Renton    | 27,317 | 54,1 |   |
|               | Liberal                                | Bob Symes     | 15,162 | 30,0 |   |
|               | Travailliste                           | M R Fraser    | 7,993  | 15,8 |   |
| Majorité      | Majorité                               | Majorité      | 12,155 | 24,1 |   |
| Participation | Participation                          | Participation | 50,472 | 83,3 |   |
|               | Conservateur vainqueur (nouveau siège) |               |        |      |   |

## Sources
- Résultats élections, 2015 (BBC)
- Résultats élections, 2010 (BBC)
- Résultats élections, 2005 (BBC)
- Résultats élections, 1997 - 2001 (BBC)
- Résultats élections, 1997 - 2001 (Election Demon)
- Résultats élections, 1983 - 1997 (Election Demon)
- Résultats élections, 1974 - 2001 (Political Science Resources)